# Estación de Azaila
Azaila es un apeadero situado en el municipio español de Azaila, en la provincia de Teruel, comunidad autónoma de Aragón. En la actualidad las instalaciones carecen de servicios de viajeros.

## Situación ferroviaria
La estación se encuentra en el punto kilométrico 405,9 de la línea férrea de ancho ibérico que une Miraflores con Tarragona, entre las estaciones de La Zaida-Sástago y de La Puebla de Híjar a 273  metros de altitud.  El tramo es de vía única y está electrificado.

## La estación
En enero de 2009, Adif inició trabajos de adecuación de la estación. Éstos consistieron, principalmente, en la demolición de edificaciones que se encontraban en desuso, el edificio de viajeros y la adecuación del andén para personas de movilidad reducida.
No obstante, ello no impidió que desde mediados de 2013 la estación carezca de servicios ferroviarios para viajeros. En fecha posterior, se retiraron dos vías derivadas, siendo aún visible el balasto, dejando únicamente la vía principal.

## Historia
La estación fue inaugurada el 10 de junio de 1879 con la apertura del tramo La Zaida - La Puebla de Hijar de la línea férrea que unía Zaragoza con Val de Zafán por parte de una pequeña compañía fundada en 1869 que respondía al nombre de Ferrocarril de Zaragoza a Escatrón y Val de Zafan a las Minas de la cuenca minera de Gargallo-Utrillas. En 1881 la línea que también era conocida como el Ferrocarril del Mediterráneo fue adquirida por la compañía de los Directos de Barcelona a Zaragoza la cual fue absorbida por MZA en 1894 con el propósito de conectar en Zaragoza su línea desde Barcelona por Tarragona con la que venía de Madrid. Esta última gestionó la estación hasta que en 1941, la nacionalización del ferrocarril en España supuso la integración de MZA en la recién creada RENFE.
Desde el 31 de diciembre de 2004 Renfe Operadora explota la línea mientras que Adif es la titular de las instalaciones ferroviarias.